# Olympische Winterspiele 1936/Ski Nordisch
Bei den IV. Olympischen Winterspielen 1936 in Garmisch-Partenkirchen fanden fünf Wettbewerbe im nordischen Skisport statt. Diese galten gleichzeitig als 13. Nordische Skiweltmeisterschaften. Neben olympischen Medaillen wurden auch Weltmeisterschaftsmedaillen vergeben. Einzige Ausnahme war die Nordische Kombination, in der es ausschließlich olympische Medaillen gab. Austragungsorte waren das Olympia-Skistadion und die Große Olympiaschanze am Gudiberg. Neu im olympischen Programm war die Langlaufstaffel.
Wie bei den Spielen zuvor sowie bei den Weltmeisterschaften beherrschten die Sportler aus den skandinavischen Ländern das Geschehen komplett. Sie teilten sämtliche Medaillen unter sich auf, in den Einzeldisziplinen gelang keinem Sportler aus anderen Nationen eine Platzierung unter den ersten sechs. Der vierte Platz in der Langlaufstaffel für Italien war noch das Beste, was für Sportler aus den nichtskandinavischen Ländern herauskam.

## Bilanz

### Medaillenspiegel
| Platz | Land     | Gold | Silber | Bronze | Gesamt |
| ----- | -------- | ---- | ------ | ------ | ------ |
| 1     | Norwegen | 2    | 3      | 2      | 7      |
| 2     | Schweden | 2    | 2      | 2      | 6      |
| 3     | Finnland | 1    | –      | 1      | 2      |

### Medaillengewinner
| Konkurrenz        | Gold                                                                         | Silber                                                                             | Bronze                                                                      |
| ----------------- | ---------------------------------------------------------------------------- | ---------------------------------------------------------------------------------- | --------------------------------------------------------------------------- |
| 18 km             | Erik Larsson                                                                 | Oddbjørn Hagen                                                                     | Pekka Niemi                                                                 |
| 50 km             | Elis Wiklund                                                                 | Axel Wikström                                                                      | Nils-Joel Englund                                                           |
| 4 × 10 km Staffel | Finnland 000Kalle Jalkanen 000Klaes Karppinen 000Matti Lähde 000Sulo Nurmela | Norwegen 000Sverre Brodahl 000Oddbjørn Hagen 000Olaf Hoffsbakken 000Bjarne Iversen | Schweden 000John Berger 000Arthur Häggblad 000Erik Larsson 000Martin Matsbo |

| Konkurrenz        | Gold        | Silber        | Bronze          |
| ----------------- | ----------- | ------------- | --------------- |
| Spezialsprunglauf | Birger Ruud | Sven Selånger | Reidar Andersen |

| Konkurrenz | Gold           | Silber           | Bronze         |
| ---------- | -------------- | ---------------- | -------------- |
| Einzel     | Oddbjørn Hagen | Olaf Hoffsbakken | Sverre Brodahl |

## Langlauf

### 18 km
| Platz | Land | Sportler            | Zeit (h) |
| ----- | ---- | ------------------- | -------- |
| 1     | SWE  | Erik-August Larsson | 1:14:38  |
| 2     | NOR  | Oddbjørn Hagen      | 1:15:33  |
| 3     | FIN  | Pekka Niemi         | 1:16,59  |
| 4     | SWE  | Martin Matsbo       | 1:17:02  |
| 5     | NOR  | Olaf Hoffsbakken    | 1:17:37  |
| 6     | NOR  | Arne Rustadstuen    | 1:18:13  |
| 7     | FIN  | Sulo Nurmela        | 1:18:20  |
| 8     | SWE  | Arthur Häggblad     | 1:18:55  |
| 9     | NOR  | Bjarne Iversen      | 1:18:56  |
| 10    | TCH  | Lukáš Mihalák       | 1:19:01  |
|       |      |                     |          |
| 18    | GER  | Walter Motz         | 1:21:20  |
| 20    | GER  | Georg von Kaufmann  | 1:22:39  |
| 26    | SUI  | August Sonderegger  | 1:24:27  |
| 27    | GER  | Anton Zeller        | 1:24:32  |
| 28    | AUT  | Harald Bosio        | 1:24:39  |
| 29    | GER  | Friedl Däuber       | 1:24:57  |
| 31    | SUI  | Willi Bernath       | 1:25:12  |
| 36    | AUT  | Hans Jamnig         | 1:26:20  |
| 39    | AUT  | Fred Rößner         | 1:27:05  |
| 40    | SUI  | Adolf Freiburghaus  | 1:27:08  |
| 41    | AUT  | Erich Gallwitz      | 1:27:28  |
| 51    | SUI  | Eduard Müller       | 1:32:04  |

Datum: 12. Februar 1936, 10:00 Uhr

75 Teilnehmer aus 22 Ländern, davon 72 in der Wertung
Dieser 18-km-Langlauf war gleichzeitig der erste Teil der Nordischen Kombination. Die Strecke führte durchwegs an Nordhängen mit ausgezeichneter Schneelage. Es ging östlich in Richtung Kaltenbrunn, danach der Kanker entlang. Es gab immer wieder Auf- und Abstiege, der Hauptanstieg lag bereits nach dem Wendepunkt bei Kilometer 9, wo es oberhalb von Kaltenbrunn bei Kilometer 11,5 nach Wamberg hinaufging. Der höchste Punkt (1020 m) lag in einem Waldstück nach 12,5 km. Im weiteren Verlauf gab es einige Abfahrten, davon eine sehr steile, die man nicht in voller Fahrt nehmen durfte. Es gab noch eine Gegensteigung – und nach Querung eines letzten Hanges und einer Holzbrücke erfolgte mit einer kurzen Schussfahrt der Einlauf ins Stadion. Die Loipe war vom ehemaligen deutschen Skimeister Martin Neuner angelegt worden. Am Morgen des Renntages hatte es leicht geschneit, aber Spurmannschaften polierten in den Morgenstunden den frischen Schneen vollständig weg. Beim Start um 10 Uhr zeigte das Thermometer im Skistadion ca. 0 °C an. Wohl taute es gegen Schluss der Konkurrenz im Talgrund, aber an den Nordhängen, wo die Strecke verlief, hatte die zunehmende Erwärmung keinen Einfluss.
Die erwartete skandinavische Dominanz trat ein, wobei die erreichten Zeiten der Spitzenläufer um einiges unter den Schätzungen der Experten mit einer Stunde und 20 Minuten lagen. Nach der norwegischen Dominanz 1924 und 1928 gab es allerdings wie 1932 einen überraschenden schwedischen Sieg. Es waren auch wieder einmal die Läufer der Tschechoslowakei mit den Plätzen 10 und 11, die im Ringen der Nicht-Skandinavier sich weitaus besser als die Italiener hervortaten. Die Deutschen hatten in den letzten Jahren Fortschritte gemacht, doch ihre Hoffnungen, beste Mitteleuropäer zu werden, erfüllten sich nicht. Von den Italienern war bekannt, dass dort in den letzten zwei Jahren eine unübertreffliche Vorbereitung durchgeführt worden war, was allerdings auch eine finanzielle Frage war – und hier konnte die Schweiz nicht mithalten, deren Läufer sich im Rahmen der Erwartungen klassierten.

### 50 km
| Platz | Land | Sportler          | Zeit (h) |
| ----- | ---- | ----------------- | -------- |
| 1     | SWE  | Elis Wiklund      | 3:30:11  |
| 2     | SWE  | Axel Wikström     | 3:33:20  |
| 3     | SWE  | Nils-Joel Englund | 3:34:10  |
| 4     | SWE  | Hjalmar Bergström | 3:35:50  |
| 5     | FIN  | Klaes Karppinen   | 3:39:33  |
| 6     | NOR  | Arne Tuft         | 3:41:18  |
| 7     | FIN  | Frans Heikkinen   | 3:42:44  |
| 8     | FIN  | Pekka Niemi       | 3:41:18  |
| 9     | TCH  | Cyril Musil       | 3:46:12  |
| 10    | YUG  | Franc Smolej      | 3:47:40  |
|       |      |                   |          |
| 24    | GER  | Matthias Wörndle  | 4:03:33  |
| 25    | GER  | Fritz Gaiser      | 4:05:44  |
| 30    | GER  | Josef Ponn        | 4:13:12  |
| 32    | GER  | Erich Marx        | 4:25:48  |

Datum: 15. Februar 1936, 08:00 Uhr

36 Teilnehmer aus 11 Ländern, davon 34 in der Wertung

### 4 × 10-km-Staffel
| Platz | Land / Sportler                                                                             | Zeit                                              |
| ----- | ------------------------------------------------------------------------------------------- | ------------------------------------------------- |
| 1     | Finnland 0000Sulo Nurmela 0000Klaes Karppinen 0000Matti Lähde 0000Kalle Jalkanen            | 2:41:33 h 42:34 min 39:56 min 39:49 min 39:14 min |
| 2     | Norwegen 0000Oddbjørn Hagen 0000Olaf Hoffsbakken 0000Sverre Brodahl 0000Bjarne Iversen      | 2:41:39 h 41:32 min 39:33 min 39:52 min 40:42 min |
| 3     | Schweden 0000John Berger 0000Erik-August Larsson 0000Arthur Häggblad 0000Martin Matsbo      | 2:43:03 h 42:49 min 39:39 min 40:34 min 40:01 min |
| 4     | Italien 0000Giulio Gerardi 0000Severino Menardi 0000Vincenzo Demetz 0000Giovanni Kasebacher | 2:50:05 h 43:49 min 40:59 min 41:51 min 43:16 min |
| 5     | Tschechoslowakei 0000Cyril Musil 0000Gustl Berauer 0000Lukáš Mihalák 0000František Šimůnek  | 2:51:56 h 45:50 min 42:14 min 41:27 min 42:25 min |
| 6     | Deutsches Reich 0000Friedl Däuber 0000Willy Bogner sr. 0000Herbert Leupold 0000Anton Zeller | 2:54:54 h 49:22 min 41:29 min 41:37 min 42:26 min |
| 7     | Polen 0000Michał Górski 0000Marian Woyna-Orlewicz 0000Stanisław Karpiel 0000Bronisław Czech | 2:58,50 h 46:37 min 42:55 min 44:35 min 44:43 min |
| 8     | Österreich 0000Erich Gallwitz 0000Fred Rößner 0000Hans Baumann 0000Harald Bosio             | 3:02,48 h 49:19 min 45:00 min 45:13 min 43:16 min |

Datum: 10. Februar 1936, 09:00 Uhr

16 Staffeln am Start, davon 15 in der Wertung
Rund 6000 Zuschauer waren anwesend; es herrschte kaltes, windiges Wetter mit leichtem Schneetreiben. Für die ersten drei Plätze der 16 Staffeln (die Schweiz hatte nicht gemeldet) kamen nur die skandinavischen Nationen in Frage, was sich dann auch in der Zeitdifferenz von 7:02 Min. zwischen Bronze und Rang 4 zeigte, wobei die Leistung der Italiener ebenfalls als großartig anzusehen war. Das erwartete Duell zwischen Italien und Deutschland fand nicht statt, denn Startläufer Friedl Däuber hatte die falsche Wachswahl getroffen, so dass das Heimteam mit Rang 10 ins Hintertreffen geriet. Während Italiens Startläufer Gerardi auf Rang 3 (Rückstand 2:27 min auf den führenden Oddbjørn Hagen) übergab, hatte Däuber 7:50 min Rückstand. Der zweite Deutsche, Willy Bogner sr., lief fünftbeste Zeit (der Rückstand auf den besten Mann dieses Streckenabschnitts, Hoffsbakken, betrug nicht ganz 2 Minuten). Herbert Leupold lief ebenfalls die fünfte Zeit, ließ Demetz um 14 Sekunden hinter sich. Der deutsche Langlaufmeister Anton Zeller, um 50 Sekunden besser als Kasebacher, brachte das deutsche Team noch auf den sechsten Platz.
Österreich behauptete sich wider Erwarten noch vor den Franzosen, von denen mehr erwartet worden war. Die Türkei war schon nach dem Massenstart Schlusslicht gewesen; ihr vierter Läufer Mahmut Şevket musste wegen Verletzung aufgeben. Den Zweikampf um Gold gab es erst am vierten Abschnitt, wobei Iversen mit großem Vorsprung auf Jalkanen das Stadion verlassen hatte – und wider Erwarten hatten die finnischen Betreuer die Situation als nicht aussichtslos betrachtet, denn sie wussten um Jalkanens Stärke. Es kamen schon bald Meldungen von der erfolgreichen Aufholjagd des Finnen über den Lautsprecher. Beim dritten Kontrollposten befand er sich im Schlepptau von Iversen. Auf dem Rückweg ins Stadion war der Finne bereits voran und kam mit etwa zehn Skilängen Vorsprung ins Ziel.

## Spezialsprunglauf

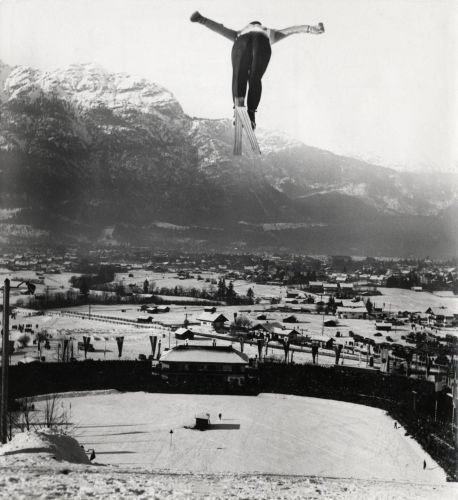
Skispringer zwischen Absprung und Landung auf der Olympiaschanze von Garmisch-Partenkirchen

| Platz | Land | Sportler           | Weiten (m)  | Punkte |
| ----- | ---- | ------------------ | ----------- | ------ |
| 1     | NOR  | Birger Ruud        | 75,0 / 74,5 | 232,0  |
| 2     | SWE  | Sven Selånger      | 76,0 / 76,0 | 230,5  |
| 3     | NOR  | Reidar Andersen    | 74,0 / 75,0 | 228,9  |
| 4     | NOR  | Kåre Walberg       | 73,5 / 72,0 | 227,0  |
| 5     | POL  | Stanisław Marusarz | 73,0 / 75,5 | 221,6  |
| 6     | FIN  | Lauri Valonen      | 73,5 / 67,0 | 219,4  |
| 7     | JPN  | Masaji Iguro       | 74,5 / 72,5 | 218,2  |
| 8     | NOR  | Arnholdt Kongsgård | 74,5 / 66,0 | 217,7  |
| 9     | FIN  | Väinö Tiihonen     | 71,5 / 70,0 | 215,3  |
| 10    | GER  | Hans Marr          | 71,5 / 69,0 | 214,2  |
|       |      |                    |             |        |
| 12    | GER  | Kurt Körner        | 70,0 / 71,5 | 209,3  |
| 17    | GER  | Franz Haslberger   | 64,0 / 67,0 | 204,6  |
| 18    | GER  | Paul Kraus         | 62,5 / 62,5 | 204,4  |
| 19    | AUT  | Josef Bradl        | 64,0 / 70,5 | 204,0  |
| 19    | SUI  | Richard Bühler     | 63,0 / 63,0 | 204,0  |
| 25    | AUT  | Hans Mariacher     | 65,5 / 69,0 | 201,5  |
| 26    | AUT  | Rudolf Rieger      | 68,0 / 67,5 | 200,4  |
| 19    | SUI  | Marcel Raymond     | 64,0 / 68,5 | 197,3  |
| 34    | SUI  | Reto Badrutt       | 64,5 / 65,0 | 192,2  |
| 36    | AUT  | Franz Aschenwald   | 64,5 / 55,0 | 185,6  |

Datum: 16. Februar 1936, 09:00 Uhr

48 Teilnehmer aux 14 Ländern, davon 47 in der Wertung

K-Punkt: 80 m
Diese Disziplin wird auch als Sprunglauf oder Skispringen bezeichnet.
Am Nachmittag des 8. Februar kam der Norweger Sigmund Ruud beim letzten Trainingssprung schwer zu Sturz. Er war in der Luft abgedreht worden, landete bei 66 m ganz schief und stürzte auf Kopf und Schultern – Folge war eine Gehirnerschütterung. Er erholte sich nach ca. zwei Stunden, konnte jedoch bei den alpinen Rennen, bei denen er ebenfalls gemeldet war, im Slalom am 9. Februar nicht dabei sein.

## Nordische Kombination

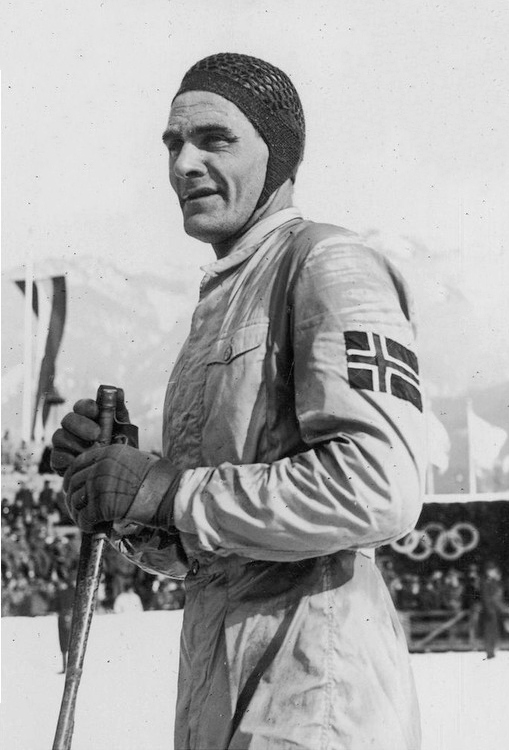
Olympiasieger Oddbjørn Hagen

| Rang | Land | Athlet             | Skilanglauf | Skilanglauf | Skispringen | Gesamt |
| Rang | Land | Athlet             | Zeit [h]    | Pkte. (Pl.) | Pkte. (Pl.) | Punkte |
| ---- | ---- | ------------------ | ----------- | ----------- | ----------- | ------ |
| 01   | NOR  | Oddbjørn Hagen     | 1:15:33     | 240,0 00(1) | 190,3 (=16) | 430,3  |
| 02   | NOR  | Olaf Hoffsbakken   | 1:17:37     | 227,8 00(2) | 192,0 0(13) | 419,8  |
| 03   | NOR  | Sverre Brodahl     | 1:18:01     | 225,5 00(3) | 182,6 0(28) | 408,1  |
| 04   | FIN  | Lauri Valonen      | 1:26:34     | 178,6 0(26) | 222,6 00(1) | 401,2  |
| 05   | TCH  | František Šimůnek  | 1:19:09     | 219,0 00(4) | 175,3 0(33) | 394,3  |
| 06   | NOR  | Bernt Østerkløft   | 1:21:37     | 205,1 00(6) | 188,7 (=21) | 393,8  |
| 07   | POL  | Stanisław Marusarz | 1:25:27     | 184,4 (=18) | 208,9 00(3) | 393,3  |
| 07   | FIN  | Timo Murama        | 1:24:52     | 187,5 0(13) | 205,8 00(5) | 393,3  |
| 09   | TCH  | Johann Lahr        | 1:25:11     | 185,8 0(16) | 201,6 00(8) | 387,4  |
| 10   | FIN  | Niilo Nikunen      | 1:23:59     | 192,2 00(9) | 191,6 0(15) | 383,8  |
|      |      |                    |             |             |             |        |
| 12   | GER  | Willy Bogner sr.   | 1:24:11     | 191,2 0(10) | 190,3 (=16) | 381,5  |
| 13   | GER  | Josef Gumpold      | 1:24:19     | 190,4 0(11) | 190,3 (=16) | 380,7  |
| 15   | AUT  | Hubert Köstinger   | 1:25:09     | 186,0 0(15) | 189,2 0(20) | 375,2  |
| 17   | AUT  | Hans Baumann       | 1:22:49     | 198,5 00(7) | 173,6 0(36) | 372,1  |
| 21   | SUI  | Oswald Julen       | 1:25:43     | 183,0 0(21) | 184,3 0(24) | 367,3  |
| 22   | SUI  | Willi Bernath      | 1:25:12     | 185,7 0(17) | 180,7 0(30) | 366,4  |
| 23   | GER  | Toni Eisgruber     | 1:31:38     | 152,8 0(37) | 212,1 00(2) | 364,9  |
| 25   | AUT  | Markus Maier       | 1:27:31     | 173,7 0(28) | 188,2 0(23) | 361,9  |
| 30   | SUI  | Ernst Berger       | 1:27:13     | 175,2 0(27) | 174,9 0(34) | 350,1  |
| 33   | AUT  | Walter Delle Karth | 1:37:14     | 125,8 0(46) | 207,4 00(4) | 333,2  |

Langlauf: 12. Februar 1936, 10:00 Uhr

Skispringen: 13. Februar 1936, 11:00 Uhr
Gemeldet: 53 Teilnehmer aus 18 Ländern
Gestartet:051 Teilnehmer aus 16 Ländern, davon 46 in der Wertung
Eine Rekordbeteiligung von 51 Nordisch Kombinierten aus sechzehn Ländern startete beim ersten Wettkampf der Nordischen Kombination, dem 18 km langen Langlauf. Wie bei den Olympischen Spielen zuvor starteten die Norweger besonders erfolgreich in den Wettbewerb. Doppelweltmeister Oddbjørn Hagen lief eine deutliche Führung von mehr als zwei Minuten vor Olaf Hoffsbakken, Sverre Brodahl und 3:36 min vor dem besten Nicht-Norweger, František Šimůnek aus der Tschechoslowakei auf Platz vier heraus.
Die Besucherzahl bei dem bei besten Wetterverhältnissen ausgetragenen kombinierten Sprunglauf übertraf mit 70.000 jene des Herrenslaloms, dies wohl unter anderem deshalb, weil auch nationalsozialistische Politiker wie Reichskanzler Adolf Hitler, Reichswehrminister Werner von Blomberg, Propagandaminister Joseph Goebbels und Hermann Göring unter den Zuschauern waren. Vor der eigentlichen Konkurrenz gab es noch Versuchssprünge durch Spezialspringer.
Die drei nach dem Laufen führenden Norweger, vor allem Hagen und Hoffsbakken, konnten sich ihrer Medaillen sicher sein und riskierten wenig. Knapper ging es für den drittplatzierten Brodahl zu, der auf den viertplatzierten Šimůnek nur sechs Punkte Vorsprung aufwies. Doch Šimůnek lag im Springen als 33. weit zurück, so reichte Brodahls Rang 28 im Sprunglauf, um vor Šimůnek zu bleiben. Der zunächst noch fünftplatzierte Italiener Severino Menardi rutschte über die Schanze und fiel in der Gesamtwertung auf Platz zwanzig zurück. Eine Klasse für sich im Springen war der Finne Lauri Valonen, der die größten Weiten erzielte und sich vom 26. noch auf den vierten Gesamtplatz steigerte. Bei vielen Teilnehmern klaffte die Schere zwischen der Leistung aus dem Langlauf und jener im Springen (oder umgekehrt) weit auseinander. So halfen dem Deutschen Toni Eisgruber und dem Österreicher Walter Delle Karth der zweite bzw. vierte Platz in dieser zweiten Teildisziplin wenig.
De Medaillen blieben wie bei sämtlichen olympischen Austragungen der Nordischen Kombination bis hierher in Norwegen. Oddbjørn Hagen siegte vor Olaf Hoffsbakken und Sverre Brodahl, die Reihenfolge aus dem Langlauf auf den Medaillenrängen änderte sich durch das Springen nicht mehr.